# 杰德·罗斯
杰德·伊丽莎白·罗斯（英語：Jade Elizabeth Rose；2003年2月12日—），加拿大女子足球运动员，司职后卫，目前效力于哈佛大学绯红队和加拿大国家女子足球队。她曾代表加拿大参加2024年夏季奥林匹克运动会女子足球比赛。